# Иикубо, Харуна
Харуна Иикубо (яп. 飯窪 春菜 Иикубо Харуна, род. 7 ноября 1994 года в Токио, Япония) — японский идол, актриса, модель, бывшая участница 10-го поколения и сублидер группы Morning Musume.

## Биография
Харуна Иикубо известна в основном благодаря её участию в Morning Musume, однако с 2009-го по 2011-й годы она была моделью под псевдонимом  Dan Hau (яп. 壇 はう  Дан Хау) в журнале «Love Berry» (англ., яп.) и в корпорации "Foster" (яп. フォスター).

В 2011-м прошла прослушивание в Morning Musume, впервые появилась в группе в концертном туре осенью 2011 года (яп. モーニング娘。コンサートツアー2011秋 愛 BELIEVE 〜高橋愛 卒業記念スペ~).
В июле 2012 года была включена в группу DIY♡. В 2013 году сменила свой официальный цвет с шоколадного на медовый, в сентябре открыла официальный блог (совместно в другими участниками 10-го поколения Morning Musume).
22 мая 2013 года Харуна Иикубо была назначена сублидером Morning Musume.
16 декабря 2018 года выпустилась из группы.

## Дискография

### Студийные альбомы
Morning Musume
- [2012] 13 Colorful Character
- [2013] The Best! ~Updated Morning Musume~
- [2014] Morning Musume '14 Coupling Collection 2
- [2014] One・Two・Three to Zero
- [2014] 14shou ~The message~
- [2017] 15 Thank you, too
- [2018] Hatachi no Morning Musume

### Синглы
Совместно с Канадзава Томоко
- «Obaka Neko to Obaka Neko Baka no Uta» (14 июля 2017)[9]

## Фильмография

### TV-дорамы
- Suugaku Joshi Gakuen
- Glass no kiba

### TV-программы
- Hello! Pro TIME
- Hello! SATOYAMA life
- The Girls Live

### Театр
- Stacies - Shoujo Saisatsu Kageki (6-12 Июня 2012, Space Zero Hall, Токио) [10]
- Gogakuyuu (12-17 июня, 2013, Kinokuniya Southern Theater, Токио), (22-23 июня 2013, Theater BRAVA!, Осака)
- TRIANGLE (18-28 июня, 2015, Ikebukuro Sunshine Theater, Токио)[11]
- Zoku 11nin Iru! Higashi no Chihei, Nishi no Towa (11-12 июня 2016, Kyoto Gekijo in Kyoto, Киото) (16-26 июня 2016, Ikebukuro Sunshine Theater, Токио)[12]
- Pharaoh no Haka  (2-11 июня 2017, Ikebukuro Sunshine Theater, Токио)[13]
- Pharaoh no Haka ~Hebi Ou Sneferu~ (1—10 июня 2018, Ikebukuro Sunshine Theater, Токио; 15—17 июня 2018, Mielparque Hall, Осака)[14]

### DVD & Blu-ray
Сольные DVD & Blu-ray
| # | Название                 | Дата выпуска    | Чарты               | Лейбл           |
| # | Название                 | Дата выпуска    | Oricon Weekly Chart | Лейбл           |
| - | ------------------------ | --------------- | ------------------- | --------------- |
| 1 | Greeting ~Iikubo Haruna~ | 30 августа 2012 | —                   | e-Hello! series |

### Фотокниги
Сольные фотокниги
- Haruiro (28 января 2017, Odyssey Books)[17]
- female (12 мая 2018, Odyssey Books)[18]

Совместные фотокниги
- Alo-Hello! Morning Musume 2012
- Alo-Hello! Morning Musume Tenki Gumi
- Morning Musume Kyuukies & Juukies 1st official Photo Book
- Alo-Hello! Morning Musume 10ki Shashinshuu
- Michishige ☆ Photo SOUL
- Morning Musume Tenki Gumi book
- Morning Musume '14 BOOK "Sayumin no... Oshiete Kouhai!" (20 января 2015, Wani Books, ISBN 978-4-8470-4715-2)[19]
- Morning Musume '17 Shijou Drama "Haikei, Haru-senpai! ~Higashi-Azabu Koukou Hakusho~" (11 декабря 2017, Wani Books, ISBN 978-4-8470-4982-8)[20]
- Morning Musume 20 Shuunen Kinen Official Book (19 июня 2018, Wani Books, ISBN 978-4-8470-8125-5)[21]
- Morning Musume '18 Micchaku Documentary Photobook "NO DAY , BUT TODAY 21 Nenme ni Kaita Yumetachi VOL.1" (14 сентября 2018, Tokyo News Service, ISBN 4863368216)
- Morning Musume '18 Micchaku Documentary Photobook "NO DAY , BUT TODAY 21 Nenme ni Kaita Yumetachi VOL.2" (14 сентября 2018, Tokyo News Service, ISBN 4863368224)
- Morning Musume '18 Micchaku Documentary Photobook "NO DAY , BUT TODAY 21 Nenme ni Kaita Yumetachi VOL.3" (14 сентября 2018, Tokyo News Service, ISBN 4863368232)

## См.также
- Morning Musume
- Список участниц Morning Musume
- Дискография Morning Musume